# Allactoneura neocaledonica
Allactoneura neocaledonica är en tvåvingeart som beskrevs av Loïc Matile 1993. Allactoneura neocaledonica ingår i släktet Allactoneura och familjen svampmyggor.
Artens utbredningsområde är Nya Kaledonien. Inga underarter finns listade i Catalogue of Life.